# Manfred Korfmann
Manfred Korfmann est un archéologue allemand et turc, né le 26 avril 1942 à Cologne et mort le 11 août 2005 à Ofterdingen, dans le Bade-Wurtemberg. Il consacre une grande partie de sa carrière à la fouille du site archéologique de Troie.

## Biographie

### Jeunesse
Après une enfance marquée par la guerre, il étudie la préhistoire, la protohistoire et l'archéologie à Francfort, puis à l'université américaine de Beyrouth (1962-1970). En 1968, il travaille sur le terrain en Afrique du Sud, au Swaziland et au Mozambique. Docteur en 1970, il enseigne à Francfort, Berlin et Istanbul, dirigeant des fouilles dans le nord-ouest de la Turquie. 

### Troie
À partir de 1982, professeur à l'université de Tübingen, il ouvre les chantiers troyens qui feront sa renommée. 
En 1987, il entreprend une campagne de fouilles rigoureuses, qui démontre la fonction pluriséculaire de base de transit maritime de Troie, escale incontournable du trafic entre Méditerranée et mer Noire. Il reconstitue son évolution, tout en veillant à la publication de quinze volumes du livre Studia Troica. 
En 2003, il prend la nationalité turque, confirmant la passion éprouvée pour un site auquel il a consacré sa vie. Il décède deux ans plus tard à l'âge de 63 ans d'un cancer du poumon  dans sa maison de Ofterdingen près de Tübingen.